# Compagnie du chemin de fer d'intérêt local d'Andelot à Levier

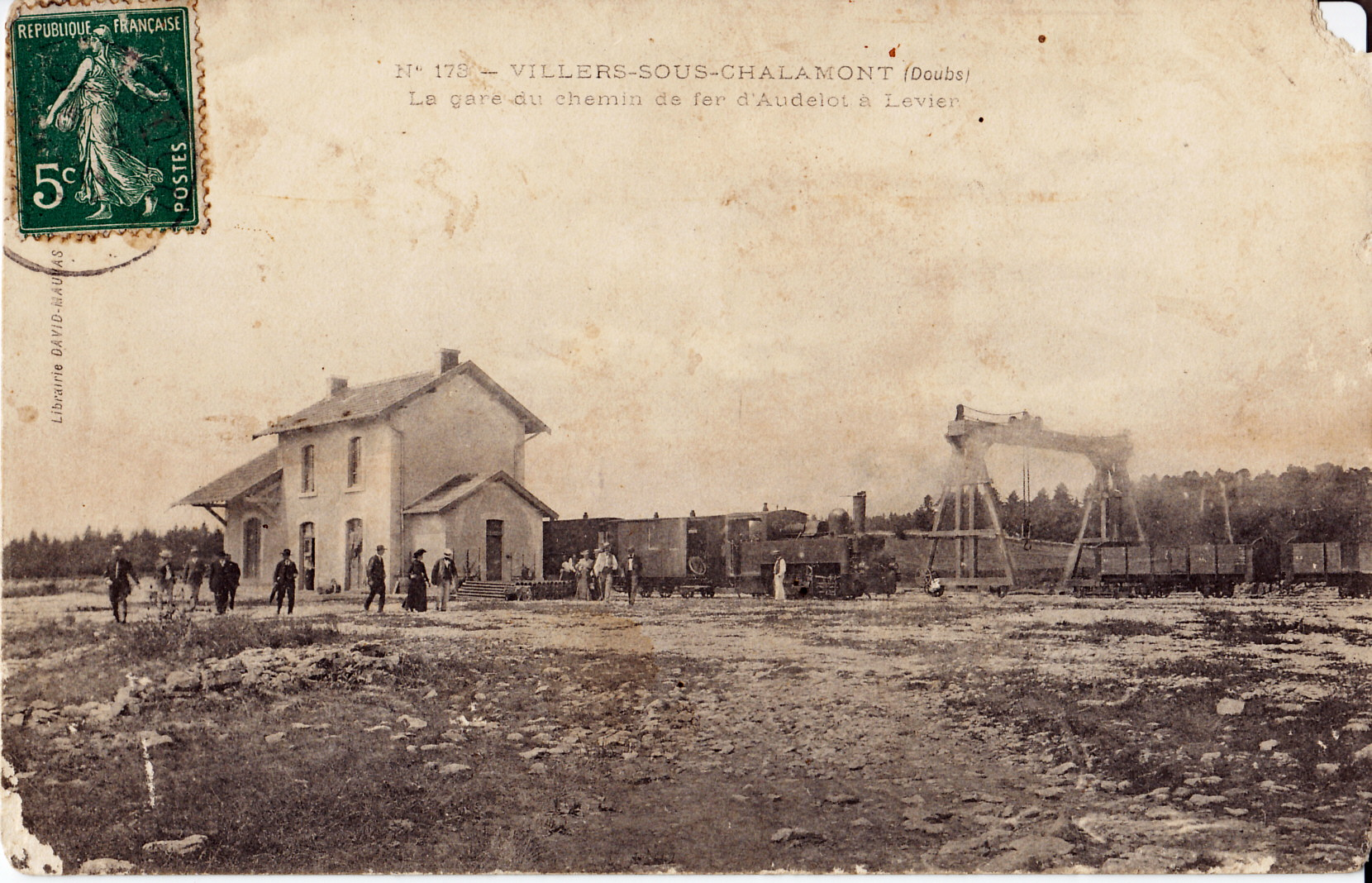
La gare de Villers-sous-Chalamont

La Compagnie du chemin de fer d'intérêt local d'Andelot à Levier (AL) a créé et exploité un  réseau de chemin de fer à voie métrique dans le département du Doubs et le département du Jura entre 1901 et 1935.  Après cette date, elle est intégrée à la Compagnie des Chemins de fer du Doubs (CFD).

## Histoire
La Compagnie du chemin de fer d'intérêt local d'Andelot à Levier   est formée le 12 janvier 1899 à Paris. Elle se substitue à MM. Laborie frères. 
En 1928, la compagnie AL devient Compagnie du chemin de fer d'intérêt local d'Andelot à Levier et Extensions, à la suite de l'ouverture de la ligne de Salins.

## Les lignes
Le réseau comprenait 2 lignes:
- Andelot - Levier, (21km), ouverture 1901[3], fermeture 1953
- Andelot - Salins, (12km), ouverture 1928, fermeture 1935

## Matériel roulant
- 3 Locomotives 030T Buffaud & Robatel 1901, poids à vide 18 tonnes
- 3 voitures voyageurs à essieux
- 2 fourgons à bagages
- 50 wagons de marchandises